# BeppoSAX
BeppoSAX est un observatoire spatial à rayonnement X développé par l'Agence spatiale italienne avec une participation importante des Pays-Bas et lancé en 1996. Sa principale caractéristique est la largeur du spectre électromagnétique observé par ses instruments allant des rayons X mous (0,1 keV) jusqu'au rayons gamma 300 keV. La mission de BeppoSAX s'est achevée le 2 mai 2002. Le télescope spatial fait progresser de manière importante notre compréhension du phénomène des sursauts gamma en identifiant pour la première fois les émissions dans le rayonnement X associées au phénomène. Le satellite BeppoSAX se désintègre le 29 avril 2003 à 22 h 06 TU dans l'atmosphère terrestre.

## Contexte
Au début des années 1980, un groupe de chercheurs dirigé par Livio Scarsi de l'Université de Rome en Italie commence à travailler sur un projet de télescope spatial destiné à l'étude des rayons X et baptisé Satellite per Astronomia X (Satellite pour l'astronomie X). Le projet est mené en collaboration avec les agences spatiales italienne (ASI) et néerlandaise (NVIR). L'objectif principal est d'étudier le rayonnement X mais il est prévu également d'utiliser les boucliers anti-coïncidence pour détecter les sursauts gamma. Après 10 ans de développement entrecoupés de reports, le satellite est finalisé. Son coût final est de 350 millions de dollars américains. Il est baptisé BeppoSAX en l'honneur du physicien italien Giuseppe « Beppo » Occhialini, grand acteur du développement de l'Agence spatiale européenne (ESA). SAX est l'acronyme de Satellite per Astronomia X.

## Objectifs scientifiques
Compte tenu de ses capacités à observer un spectre très large s'étendant des rayons X mous aux rayons gamma mous (0,1 keV) - 300 keV) Beppo-SAX a pour objectif d'apporter des contributions significatives dans les domaines suivants :
- Objets galactiques compacts (étoiles à neutrons, trous noirs) : forme et variabilité des spectres électromagnétiques et de certaines raies spectrales telles que celle du fer et la rayonnement cyclotron ; spectroscopie avec résolution de phase. Recherche et études de nouvelles sources de rayons X transitoires.
- Galaxies actives : profil et variabilité du spectre électromagnétique et étude de certaines parties du spectre des objets lumineux (excès de rayons X mous, absorption des rayons X chaude et froide et pics associés de l'oxygène et du fer...) ; forme du spectre électromagnétique et variabilité des différentes classes de galaxies actives caractérisées par des émissions allant de 1/20 de 3C 273 à 100-200 keV ; spectres des galaxies actives peu brillantes (objet avec un décalage vers le rouge élevé) jusqu'à 10 keV[1].

## Caractéristiques techniques

### Le satellite
BeppoSAX est un satellite haut de 3,6 mètres avec un diamètre d'environ 2,7 mètres lorsque les panneaux solaires ne sont pas déployés. Il pèse 1 400 kg dont 480 kg pour la charge utile. C'est un satellite stabilisé sur 3 axes. Son orientation doit tenir compte d'une contrainte d'éclairage de ses panneaux solaires qui sont fixes : les rayons solaires doivent frapper ceux-ci avec un angle d'incidence qui ne doit pas s'écarter de plus de 30° de la perpendiculaire (exceptionnellement 45 % pour des observations effectuées avec les caméras grand champ). L'énergie produite par les panneaux est de 800 watts dont 260 watts sont utilisés par les instruments. L'observatoire spatial comporte deux sous-ensembles : le module de service (ou plate-forme) qui occupe la partie inférieure et abrite les équipements de servitude ainsi que l'électronique des instruments scientifiques. La partie supérieure du satellite est occupée par les instruments scientifiques proprement dits ainsi que par les viseurs d'étoiles. Le satellite circule sur une orbite terrestre basse qui implique que la station terrestre n'est visible que brièvement. En conséquence les données scientifiques sont stockées à bord sur une bande magnétique d'une capacité de 450 mégabits. Les données sont transmises à chaque passage en vue de la station terrestre avec un débit moyen de 60 kilobits qui peut monter à 100 kilobits. Le système de contrôle d'attitude utilise des moteurs de contrôle d'orientation, des magnétomètres redondants, des senseurs de Soleil et trois viseurs d'étoiles, 6 gyroscopes dont 3 redondants, trois magnéto-coupleurs et 4 roues de réactions. L'ensemble permet de maintenir le pointage avec une précision de 1 minute d'arc et est capable de changer l'orientation du satellite pour viser une nouvelle cible à une vitesse de 10° par minute.

### Instrumentation
BeppoSAX emporte les 4 instruments scientifiques à champ étroit suivants :
- Les spectromètres moyenne énergie (1,3-10 keV) SPECS (Medium Energy Concentrator Spectrometers), qui utilisent trois optiques Wolter de type 1 pour concentrer les rayons X incidents et des compteurs proportionnel à gaz comme détecteurs.
- Les spectromètres basse énergie (0,1-10 keV) LECS (Low Energy Concentrator Spectrometer), qui utilisent trois optiques Wolter type 1 pour concentrer les rayons X incidents et des compteurs proportionnel à gaz comme détecteurs.
- Un compteur proportionnel à gaz à haute pression HPGSPC (High Pressure Gas Scintillation Proportional Counter), pour les rayons X durs (4-120 keV)
- Un détecteur phoswich PDS (Phoswich Detector System), pour le rayonnement ayant une énergie comprise entre 15  et   300 keV.

Les instruments à champ étroit constituent les instruments principaux de l'observatoire spatial et leur mise en œuvre est privilégiée par rapport aux instruments à large champ suivants :
- Deux caméras constituées de détecteurs à masque codé installées perpendiculairement à l'axe optique des instruments à champ étroit et dans un sens opposé l'une à l'autre. Le spectre couvert est de 2-30 keV, le champ optique est de 20 × 20 ° et la résolution optique est de 5 minutes d'arc.
- Les boucliers anti-coïncidence actifs des instruments à champ étroit sont par ailleurs utilisés pour détecter les sursauts gamma ayant une énergie émise supérieure à 10-6 erg cm-2s-1 dans la gamme 60-600 keV avec une résolution temporelle de 1 ms.

## Déroulement des opérations
Le satellite est contrôlé depuis un centre opérationnel situé à Rome en Italie. Le centre chargé de la planification des observations ainsi que du traitement et du stockage des données scientifiques est également situé à Rome. Les commandes dans le sens montant, les données télémétriques et les résultats scientifiques dans le sens descendant sont transmis au cours de sessions de télécommunications de 10 minutes lorsque le satellite survole la station de Malindi que l'Agence spatiale italienne détient au Kenya. La durée de vie programmée du satellite est de 2 à 4 ans et il est prévu d'effectuer de 1 000 à 2 000 observations distinctes d'une durée comprise entre 104 et 105 secondes. Le temps d'observation est réduit de moitié par les éclipses de Terre. Le temps d'observation est alloué sur la base d'appels à propositions qui sont soumis à un comité de sélection. Durant la première année, 80 % du temps d'observation est réservé aux scientifiques attachés à l'équipe scientifique italo-néerlandaise à l'origine du projet. Ce temps d'observation réservé passe à 60 % la deuxième année puis à 50 % les années suivantes.

## Déroulement de la mission
BeppoSAX est lancé le 30 avril 1996 par un lanceur Atlas-Centaur et placé sur une orbite terrestre basse de 96 minutes de période à une altitude de 600 km et avec une inclinaison de 3,9°. Cette orbite permet, grâce à la protection du champ magnétique terrestre de réduire le bruit de fond généré par le rayonnement cosmique ce qui constitue un avantage important pour les instruments à haute énergie HPGSPC et PDS.

## Résultats

### Première localisation d'un sursaut gamma

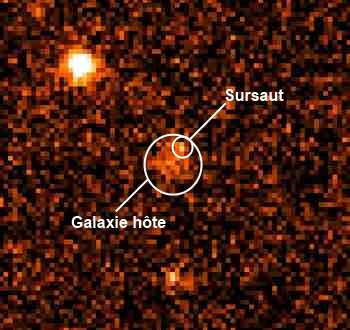
Image de la zone du ciel où est située la rémanence en lumière visible du sursaut gamma GRB 970228 prise par le télescope spatial Hubble. Sa position se superpose pratiquement avec celle d'une galaxie mais les tenants de l'origine galactique ne seront définitivement convaincus qu'avec la découverte de GRB 970508.

BeppoSAX n'est pas destiné à l'observation des sursauts gamma mais ses caractéristiques vont permettre d'effectuer une percée décisive. Le satellite combine un détecteur gamma doté d'un large champ de vue et un télescope à rayons X pouvant fournir la position des objets observés avec une grande précision. Plus crucial encore, la chaîne de transmission des alertes aux observatoires terrestres est optimisée et ceux-ci disposent de la position d'un sursaut gamma quelques heures après son apparition alors que ce délai se chiffrait en jours pour le réseau IPN (Interplanetary Network). Le 28 février 1997, les instruments de BeppoSAX détectent le sursaut gamma GRB 970228, puis observent quelques heures plus tard une nouvelle source de rayonnement X dont la position est fournie avec une précision de 50 secondes d'arc. Pour la première fois une rémanence du phénomène est observée dans une autre longueur d'onde. L'information est relayée aux observatoires terrestres et une contrepartie optique (en lumière visible), qui disparaît moins d'une semaine plus tard, est découverte sur une photographie prise le même jour par le télescope William-Herschel implanté dans les îles Canaries,,,.
La position de GRB 970228 est obtenue avec une précision d'une seconde d'arc ce qui permet au télescope spatial Hubble de découvrir à cet emplacement une tache floue bleuâtre que la plupart des spécialistes identifient comme une galaxie lointaine. Cette découverte semble confirmer l'origine extragalactique des sursauts gamma mais les opposants à cette théorie argumentent qu'il peut s'agir de la rémanence d'une étoile à neutrons bien plus proche. Mais le 8 mai 1997, cette théorie est définitivement mise hors course à la suite de la détection par BeppoSax d'un nouveau sursaut gamma dont la contrepartie optique peut être observée par l'observatoire W. M. Keck, à Hawaï, à l'époque le plus grand télescope du monde avec son miroir de 10 mètres de diamètre. Les astronomes obtiennent un spectre de la rémanence de GRB 970508 dans lequel ils identifient sans ambiguïté les raies spectrales du fer et du magnésium sous forme gazeuse. Celles-ci présentent un décalage vers le rouge de 0,83 qui permet d'en déduire la distance de leur source : GRB 970508 se situe à environ 6 milliards d'années-lumière. Un signal radio est également détecté en provenance du même site. Les astronomes déduisent de la forme du signal que sa source se déplace à une vitesse proche de celle de la lumière. Fin 1998, plus de 20 sursauts gamma sont localisés avec une précision de quelques minutes d'arc et pour six d'entre eux la distance est établie grâce à la mesure du décalage vers le rouge du rayonnement. Ces observations réfutent définitivement la théorie d'une source située dans la Voie lactée (notre galaxie) mettant fin à une polémique qui dure depuis une décennie.